# Skaraborgs län
Skaraborgs län var i perioden 1634-1998 et län i Västergötland i Sverige, mellem søerne Vänern og Vättern. Länsbogstavet var R og residensby var Mariestad, mens Skövde var länets største by.

## Historie
Skaraborgs län blev dannet i 1634, da statholderdømmet Västergötland blev opdelt i Skaraborgs län og Älvsborgs län, i forbindelse med oprettelse af länsstyrelser. Oprindelig var Skara residensby og gav navnet til länet (se Skaraborgs slot), men fra 1660 var Mariestad residensby og länet blev derefter nogle gange kaldt Mariestads län. Länet blev nedlagt i 1998, hvor størstedelen kom til at indgå i det nydannede Västra Götalands län, dog valgte kommunerne Mullsjö og Habo efter folkeafstemninger at indgå i Jönköpings län.

## Skaraborg i dag
Navnet Skaraborg lever i dag videre som en betegnelse på de femten kommuner, der kom til at indgå i Västra Götalands län. Området har cirka 250.000 indbyggere, og økonomisk center i regionen er nærmest Skövde og Lidköping. Siden 1. januar 2007 har kommunerne indgået i Skaraborgs kommunalforbund, efter tidligere at have samarbejdet under blandt andre navnet Kommunförbundet Skaraborg. De udgør også Västtrafiks Skaraborgsområde, bortset fra Grästorps og Essunga kommuner, som i denne sammenhæng regnes med til Fyrbodal. Hvad angår medier, er der ingen avis som dækker hele området, men både TV4 og Sveriges Radio har lokalstationer for Skaraborg, og de sender begge fra Skövde.

## Byområder
- Falköping
- Hjo
- Lidköping
- Mariestad
- Skara
- Skövde
- Tidaholm

## Kultur
- Skaraborgs läns museum (i dag Västergötlands museum)

## Ekstern henvisning
- Skaraborgs kommunalförbund Arkiveret 22. november 2002 hos  Wayback Machine

58°30′N 14°00′Ø / 58.5°N 14°Ø